# قانون وايت

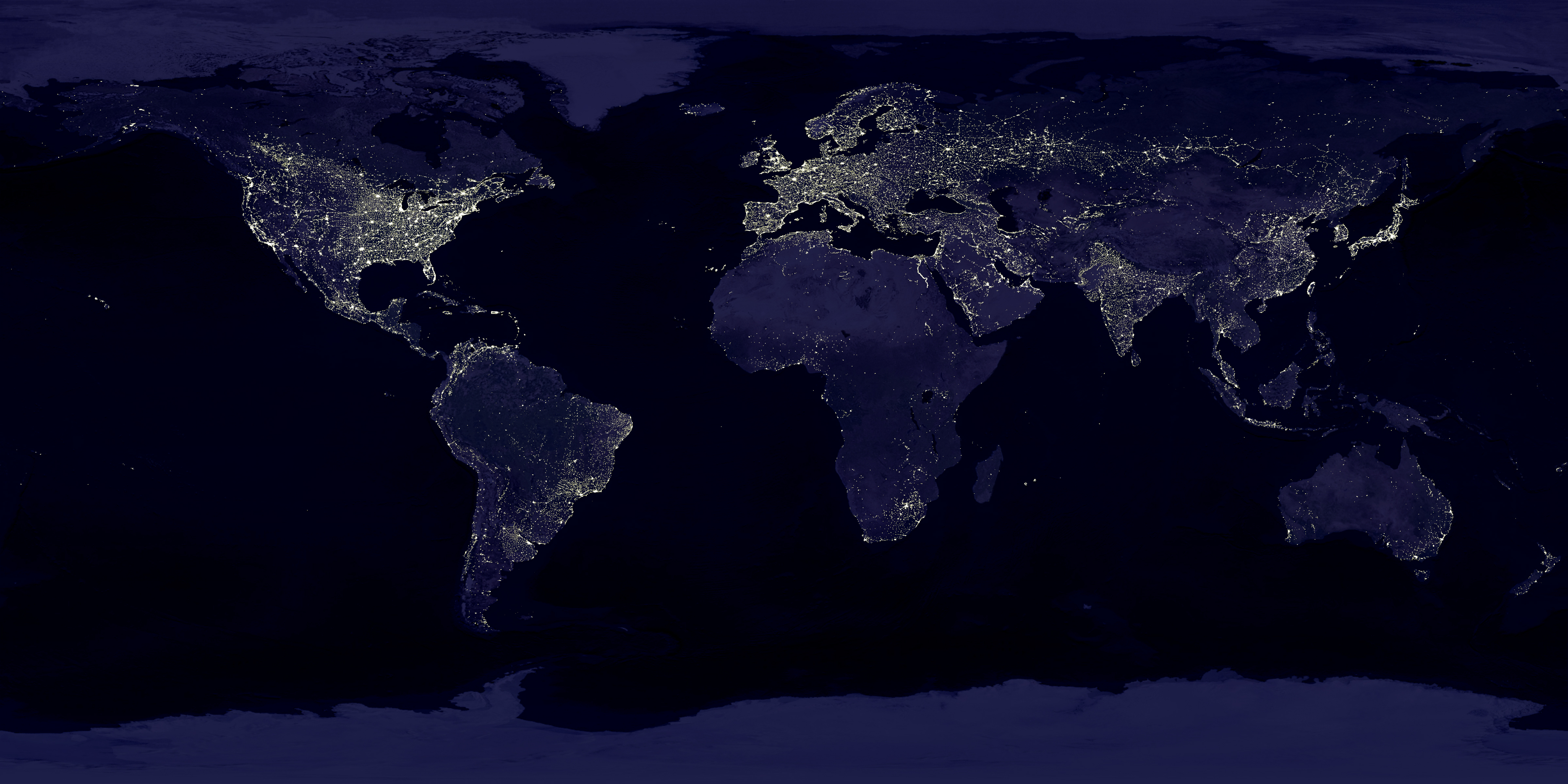

سُمي قانون وايت نسبة إلى ليزلي وايت ونُشر في عام 1943، وينص على أنه، مع بقاء العوامل الأخرى ثابتة، «فإن الثقافة تتطور مع زيادة كمية الطاقة التي يستخدمها الفرد في السنة، أو زيادة الوسائل المؤثرة في إدخال الطاقة في العمل».

## شرحه
تحدث وايت عن الثقافة باعتبارها ظاهرة إنسانية عامة ودعى إلى عدم الحديث عن «الثقافات» بصيغة الجمع. أعادت نظريته -التي نُشرت في عام 1959 في كتاب تطور الثقافة: تطور الحضارة حتى سقوط روما- الاهتمام بالتطور الاجتماعي وتُعتبر بشكل بارز أحد أنصار التطور. اعتقد أن الثقافة -بمعنى المجموع الكلي لجميع النشاطات الثقافية الإنسانية على هذا الكوكب- تتطور.
ميّز وايت بين ثلاثة مكونات للثقافة:
1. التقنية.
2. الاجتماعية.
3. الفكرية، وقال إن المكوّن التقني هو الذي يلعب دورًا رئيسًا أو أنه العامل الحاسم المسؤول عن التطور الثقافي.

### ملخص النقاش
يتضح نهج وايت المادي في الاقتباس التالي: «يعتمد الإنسان بوصفه أحد أنواع الحيوانا -أي الثقافة بأكملها- على المادة والوسائل الميكانيكية في التكيف مع البيئة الطبيعية». يمكن وصف هذا المكون التقني بأنه أدوات مادية وميكانيكية وكيميائية وفيزيائية، إلى جانب طريقة استخدام الأشخاص لهذه التقنيات. يأخذ نقاش وايت عن أهمية التكنولوجيا المنحى التالي:
1. التكنولوجيا هي محاولة لحل مشاكل البقاء على قيد الحياة.
2. تعني هذه المحاولة أساسًا الحصول على مقدار كافٍ من الطاقة وتحويلها لاحتياجات الإنسان.
3. تتمتع المجتمعات التي تحصل على مزيد من الطاقة وتستخدمها بفعالية أكبر بأفضلية على مجتمعات أخرى.
4. لذلك، هذه المجتمعات المختلفة متقدمة أكثر من الناحية التطورية.

بالنسبة لوايت «الوظيفة الأساسية للثقافة» وما يحدد درجة تقدمها هو قدرتها على «استخدام الطاقة والتحكم بها». ينص قانون وايت على أن المقياس الذي نحدد به الدرجة النسبية لعدم تطور ثقافة كان كمية الطاقة التي كان ممكنًا أن تحصل عليها (استهلاك الطاقة). يميز وايت بين خمسة مراحل لتطور الإنسان. في المرحلة الأولى، يستخدم البشر طاقة عضلاتهم. في المرحلة الثانية، يستخدمون طاقة الحيوانات الداجنة. في المرحلة الثالثة، يستخدمون طاقة النباتات (يشير وايت هنا أيضًا إلى تطور النباتات). في المرحلة الرابعة، يتعلمون استخدام طاقة الموارد الطبيعية: الفحم، والنفط، والغاز. في المرحلة الخامسة، يستخدمون الطاقة النووية.

### معادلة وايت للطاقة
قدم وايت المعادلة التالية:
{\displaystyle C=ET,}
إذ تمثل إي مقياسًا للطاقة المستهلكة للفرد في العام، وتي هي مقياس فعالية العوامل التقنية التي تستخدم الطاقة وتمثل سي درجة التطور الثقافي. على حد تعبيره: كان «القانون الأساسي للتطور الثقافي هو أن الثقافة تتطور بازدياد كمية الطاقة التي يستخدمها الفرد كل عام، أو بزيادة فعالية الوسائل المستخدمة في توظيف الطاقة في العمل». لذلك، «نجد أن التطور والنمو يتأثران بتحسن الوسائل الميكانيكية التي تُستخدم فيها الطاقة وتوظف أيضًا من خلال زيادة كمية الطاقة المستخدمة». على الرغم من أن وايت توقف عن وعوده بأن التكنولوجيا هي علاج لكل المشاكل التي تصيب الجنس البشري، مثلما يقول الطوباويون التقنيون، تُعتبر نظريته العاملَ التقني أهم عامل في تطور المجتمع وهي شبيهة بالأعمال الأخيرة لجيرهارد لينسكي، نظرية مقياس كارداشيف لعالم الفلك الروسي، نيكولاي كارداشيف ولبعض مفاهيم التفرد التكنولوجي.